# 태도군도
태도군도(苔島群島)는 흑산도로부터 남쪽으로 약 20km 떨어진 군도이다. 상태도, 중태도, 하태도 3개의 섬으로 구성되어 있으며 태도군도에서 사람이 가장 많이 사는 섬은 하태도이다.